# Doug Lennox
Douglas „Doug“ Joseph Lennox (* 21. Januar 1938 in Sudbury, Kanada; † 28. November 2015 in Toronto, Kanada) war ein kanadischer Schauspieler, Radiomoderator und Buchautor.

## Biographie

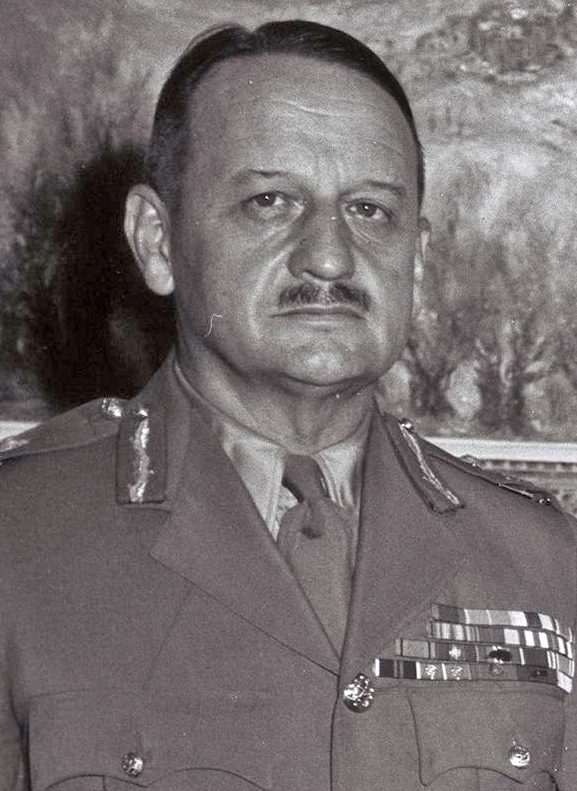
Mit kanadischen UNEF-Truppen unter General E.L.M. Burns kam Doug Lennox 1959 zunächst nach Gaza.

Nach dem Tod seines Vaters nahm Doug Lennox im Alter von 16 Jahren zunächst verschiedene Arbeiten an, ging dann zur kanadischen Armee und gelangte so im Alter von 21 Jahren mit einem Kontingent kanadischer Militärpolizei als Teil der UNEF in den Gazastreifen.
Nach weiteren vorübergehenden Beschäftigungen und Jobs begann Doug Lennox 1965 seine Ausbildung als Radiomoderator in Huntsville. Danach wechselte er zu verschiedenen Sendern in Toronto, ehe er in den 1970er Jahren auch im Filmgeschäft aktiv wurde. Neben zahlreichen kanadischen und US-amerikanischen Kino- und Fernsehfilmen war er auch in mehreren kanadischen und US-amerikanischen Fernsehserien und TV-Produktionen zu sehen, beispielsweise in PSI Factor – Es geschieht jeden Tag (1997), Relic Hunter – Die Schatzjägerin (2002) usw.
Ab den 2000er Jahren war Doug Lennox vor allem mit dem Verfassen von etlichen Büchern der Now-you-know-Reihe über Wissenswertes und Antworten zu Fragen aus diversen Themenbereichen (Geschichte, Kultur, Wissenschaft, Sport) beschäftigt.

## Filmographie
- 1976: Ein Orkan von Blei (Breaking Point)
- 1977: The Gladiators
- 1978: Power Play (Coup d’Etat)
- 1981: Kelly
- 1981: The Last Chase
- 1983: Self Defense
- 1983: Finis (Jack London’s Tales of the Klondike)
- 1984: Er ist gefeuert – Sie ist geheuert (He’s Fired, She’s Hired)
- 1984: Police Academy – Dümmer als die Polizei erlaubt (Police Academy)
- 1985: The Execution of Raymond Graham
- 1985–1986: Nachtstreife (Night Heat, Fernsehserie, 4 Folgen)
- 1986: Police Academy 3 – … und keiner kann sie bremsen (Police Academy 3: Back in Training)
- 1986: Finish – Endspurt bis zum Sieg (The Boy in Blue)
- 1986: Tödliches Geschäft (A Deadly Business)
- 1986: Working for Peanuts (Family Playhouse Theatre)
- 1986: Many Happy Returns
- 1987: Hangmen 2 (Covert Action)
- 1991: Die Rückkehr der Unbestechlichen (The Return of Eliot Ness)
- 1992: Power Play – In den Fängen der Macht (Teamster Boss – The Jackie Presser Story)
- 1993: Blood Brothers
- 1993: TC 2000
- 1995: Harrison Bergeron – IQ Runner (Harrison Bergeron)
- 1995: Liebe um Mitternacht (At the Midnight Hour)
- 1996: Highway to Hell (Moonshine Highway)
- 1996: Pretty Poison
- 1997: Mord auf dem Campus (What Happened to Bobby Earl?)
- 1998: White Raven – Diamant des Todes (The White Raven)
- 1998: Once a Thief – Family Business
- 1998: Evidence of Blood
- 1998: Thanks of a Grateful Nation
- 1998: The Herd
- 1999: Family of Cops III – Under Suspicion
- 1999: Agenten des Todes (In the Company of Spies)
- 1999: Execution of Justice
- 2000: Der Voyeur – Von einem Spanner verfolgt (Someone is Watching)
- 2000: Zeit der Gerechtigkeit (Harlan County War)
- 2000: Mercy – Die dunkle Seite der Lust (Mercy)
- 2000: X-Men (X-Men)
- 2001: Nora Roberts – Heimkehr in den Tod (Nova Robert’s Sanctuary)
- 2001: Judgement
- 2002: Die Sünden der Väter (Sins of the Father)
- 2002: Interstate 60 – Episodes of the Road
- 2002: Whitewash – The Clarence Brandley Story
- 2002: Johnson County War
- 2002: Master Spy – The Robert Hanssen Story
- 2003: DC 9/11 – Time of Crisis (DC 9/11: Time of Crisis)
- 2003: Die Promoterin (Against the Ropes)
- 2006: X-Men – Der letzte Widerstand (X-Men: The Last Stand)
- 2007: Lars und die Frauen (Lars and the Real Girl)
- 2009: Deadliest Sea